# 當山久三
當山 久三（とうやま きゅうぞう、1868年12月22日（明治元年11月9日） - 1910年（明治43年）9月17日）は、日本の社会運動家、政治家。沖縄県における海外集団移民事業の主導者として知られ、「沖縄海外移民の父」と称される。

## 生涯

### 幼少期～学生時代運行
1868年11月9日（旧暦）、平民階級の當山家（屋号＝ウフヤ）の長男（5人きょうだいの2番目）として、琉球王国金武間切（現在の沖縄県金武町）並里に生まれる。久三の弟・又助によると、少年時代の久三は勉強も運動もできたが「ンザリムヌ（手に負えない者）」であったという。久三と同年生である仲田徳三の回顧によると、少年時代の久三は剛毅で物事にこだわらない腕白小僧で、他を威圧して「ウフヤの棒（ブッキラボー）」とあだ名されていたという。
1882年に金武小学校が創立されると、同級生29名とともに入学。当時の小学校は4年制であったが、優秀な成績を収めた久三は、2年で卒業が認められた。
1884年、小学校を卒業した久三は沖縄県尋常師範学校に入学。在学中に結婚し、長男・久夫をもうけている。1890年卒業。

### 教員時代から並里総代就任まで
師範学校を卒業した久三は、羽地尋常小学校（現在の名護市立羽地小学校）に赴任。1893年、自らの母校である金武小学校に転任し、首席教員となる。しかし、本土出身の同僚教員の沖縄人差別に憤慨し、国頭郡長に抗議したがこれも聞き入れられず、1895年、ついに自ら教職を辞した。
久三は村民の要望を受け、地元・並里の総代（各村に置かれた予算協議会の構成員）に就任した。給料は教員時代の14円から4円に激減したが、この時期の久三は、カタカシラやハジチなど沖縄古来の習俗の廃止や、冠婚葬祭の簡素化、金武小学校新校舎建設用地の開墾などに熱心に取り組んだ。村民の中には、久三の大胆な改革姿勢に反発し、中傷したり暴行を加えたりする者もあったという。久三はその後、総代も辞し、一人で山にこもり晴耕雨読の生活にふけった。のちに久三の盟友となる平良新助は、中学在学中の1896年秋ごろから、幸地山（現在の金武ダム付近）に閑居する久三を足しげく訪ねたと語っている。

### 上京～沖縄倶楽部結成
1898年、久三は友人を頼って上京した（上京の時期については「1896年」とする資料もある）。東京では適当な仕事に就けず、その日暮らしの生活を送っていたが、向学心は忘れなかった。ある日、久三は古本屋で『植民論』という1冊の書籍に出会った。この本を読んだ久三は、当時の沖縄が直面していた食糧問題・人口問題解決のためには海外移民事業が必要であるとの確信に至った。また、上京中に田中正造の知遇を得た久三は、日本本土ではすでに始まっていたハワイ移民に関する種々の情報を田中から得ていたという。
上京中に沖縄出身の社会運動家謝花昇と知り合い、意気投合。2人は同志をつのり、政治結社・沖縄倶楽部を結成した。久三は1899年3月、謝花とともに帰郷。沖縄倶楽部の機関紙『沖縄時論』の発行に携わり、奈良原繁知事の県政運営に批判的な論陣を張った。しかし、やがて久三の情熱は、かねてからの関心事であった海外移民事業に向けられていった。沖縄倶楽部は、1900年の沖縄県農工銀行役員改選で奈良原知事派に惨敗して以降、急速に衰退していった。

### 海外移民事業の実現
海外移民事業を実現するため、久三は熊本県の移民会社と連絡をとった。移民会社によれば、海外移民事業を実施するには沖縄県知事の許可が必要だった。久三はさっそく奈良原知事に会い、海外移民事業の許可を懇願した。再三の要請にもかかわらず、奈良原ははじめ久三の願いを聞き入れなかった。しかし、久三の粘り強い交渉の結果、奈良原は海外移民事業の実施を条件付き（移民からの手紙は郡長をとおして知事に見せること、金武間切だけでなく県内各地から移民を募集すること）で許可した。ついに1899年12月5日、沖縄初の海外移民30名を那覇港からハワイに送り出すことに成功した（ただし30名のうち4名は移住のための検疫に合格せず強制送還されている）。久三は、1903年の第2回ハワイ移民団に自らも同行し、ハワイ島・オアフ島で6か月滞在して現地視察を行った。1904年には事業を拡大し、フィリピンへの移民も手がけるようになった。移民事業で莫大な収入を得た久三は、那覇市松山の一角（現在の大典寺）に豪邸を構えたという。

### 転業～死去
1908年、日米紳士協定が締結され、日本からのハワイ移民が事実上禁止されるようになった。移民事業が立ち行かなくなった久三は、酒造業兼養豚業に転業した。
1909年、沖縄県で初めて行われた県議会議員の選挙に国頭郡から立候補し、トップ当選を果たす。ところが、このころから病気がちになり、1910年9月17日、当時事業所を置いていた与那原で死去した。享年43（満41歳没）。葬儀は故郷の金武村で執り行われた。

## 顕彰

### 銅像・石碑
1931年、在米移民らの寄付金により、金武村役場裏手の丘（通称「雄飛の森」）に銅像が建立された。しかし、銅像は1944年の金属類回収令により撤去された。戦後もしばらくは台座だけが残された状態になっていたが、1961年に新たに銅像が建立され、現在に至っている。
久三の銅像は、沖縄県人ハワイ移民90周年を記念して、1990年にオアフ島のハワイ沖縄センターにも建立されている。2000年には同センター敷地内に金武町ハワイ移住100周年を記念した石碑が建立された。久三が1903年の第2回ハワイ移民出発に際して詠んだ短歌「いざ行かん　我らの家は五大州　誠一つの金武世界石」が刻まれている。同じ石碑は金武町立図書館敷地内にも建立された。
久三の生家跡には「當山久三生誕の地」碑がある（1990年建立）。

### 催事
1961年には第1回金武村移民まつりが開催され、プログラムの一環として當山久三翁顕彰式が行われた。1973年には、並里区の主催で第1回當山久三まつりが開催されている。當山久三翁顕彰式は、現在も金武町まつりのプログラムの一環として行われている。

### その他
金武小学校校歌の歌詞に「われらの家は世界ぞと／東海をさす当山翁」の一節がある。金武中学校校歌には久三が詠んだ句の一節「我らの家は五大洲」が引用されている。